# Ellipteroides destrictus
Ellipteroides destrictus är en tvåvingeart som först beskrevs av Alexander 1939.  Ellipteroides destrictus ingår i släktet Ellipteroides och familjen småharkrankar. Inga underarter finns listade i Catalogue of Life.